# 白山神社 (飛騨市古川町中野)
白山神社（はくさんじんじゃ）は、岐阜県飛騨市古川町中野（吉城郡古川町中野）にある神社（白山神社）。
白山神社は飛騨市内には多くあるが、ここでは古川町中野の白山神社について記述する。

## 概要
創建時期は不詳。元は字宮ヶ洞に鎮座していたという。
1871年（明治4年）に村社となる。1948年（昭和23年）に岐阜県神社庁より銀幣社の指定を受ける。

## 主祭神
- 伊邪那美命
- 伊邪那岐命
- 菊理姫命